# Poteau (Verenigde Staten)
Poteau is een plaats (city) in de Amerikaanse staat Oklahoma, en valt bestuurlijk gezien onder Le Flore County.

## Demografie
Bij de volkstelling in 2000 werd het aantal inwoners vastgesteld op 7939.
In 2006 is het aantal inwoners door het United States Census Bureau geschat op 8304, een stijging van 365 (4.6%).

## Geografie
Volgens het United States Census Bureau beslaat de plaats een oppervlakte van
82,0 km², waarvan 74,2 km² land en 7,8 km² water.

## Plaatsen in de nabije omgeving
De onderstaande figuur toont nabijgelegen plaatsen in een straal van 16 km rond Poteau.